# Francia Kommunista Párt
A Francia Kommunista Párt (franciául: Parti communiste français, PCF) jelentős tagságú kommunista párt Franciaországban.
Választói támogatottsága erősen csökkent az elmúlt évtizedekben, de politikai befolyása még mindig számottevő, különösen a helyi szinteken. 2012-ben a pártnak saját állítása szerint 138 ezer tagja volt, akik közül 70 ezren a tagdíjat is fizették. A tagok számát tekintve ezzel a harmadik legnagyobb párt Franciaországban, a republikánusok (LR) és a szocialisták (PS) után.
1920-ban alapította a szocialista Munkások Internacionáléja Francia Tagozata (Section Française de l’Internationale Ouvrière, SFIO) többségi csoportja. Háromszor is kormányon volt:
- az 1944 és 1947 közti ideiglenes kormányban
- François Mitterrand elnöksége kezdetén (1981–1984)
- Lionel Jospin Plurális Bal koalíciós kormányában.

Több választáson is a legerősebb francia párt volt 1945 és 1960 között, mielőtt a 70-es évekre megelőzte a Szocialista Párt. Azóta még jelentősebben visszaszorult a szocialistákkal szemben.
2009 óta a Baloldali Front oszlopos tagja Jean-Luc Mélenchon Baloldali Pártja mellett.
A párt országos titkára Pierre Laurent.
A PCF az Európai Baloldali Párt (European Left, rövidítve EL) tagpártja. Európai parlamenti képviselője az Európai Egyesült Baloldal-Északi Zöld Baloldal (European United Left–Nordic Green Left) frakcióban foglal helyet.

## Kapcsolódó irodalom
- Bell, D.S. and Byron Criddle. The French Communist Party in the Fifth Republic. (1994)
- Bourgeois, Guillaume, "French Communism and the Communist International," in Tim Rees and Andrew Thorpe (eds.), International Communism and the Communist International, 1919-43. Manchester: Manchester University Press, 1998.
- Hazareesingh, Sudhir. Intellectuals and the French Communist Party: Disillusion and Decline. Oxford University Press, 1991.
- Hughes, Hannah Cole. "Contemporary Perspectives on the French Communist Party: A Dying Ideology?"  Thesis. Kent State University, 2013. online
- Joly, Danièle. The French Communist Party and the Algerian War. (1991)
- Kemp, Tom. Stalinism in France: The first twenty years of the French Communist Party. London: New Park, 1984.
- Raymond, Gino G. The French Communist Party during the Fifth Republic: A Crisis of Leadership and Ideology. Basingstoke: Palgrave Macmillan, 2005.
- Sacker, Richard. A Radiant Future. The French Communist Party and Eastern Europe, 1944-1956. Peter Lang, 1999.

## Fordítás
- Ez a szócikk részben vagy egészben  a   French Communist Party című angol Wikipédia-szócikk ezen változatának fordításán alapul.  Az eredeti cikk szerkesztőit annak laptörténete sorolja fel. Ez a jelzés csupán a megfogalmazás eredetét és a szerzői jogokat jelzi, nem szolgál a cikkben szereplő információk forrásmegjelöléseként.